# Kino Svět (Cheb)

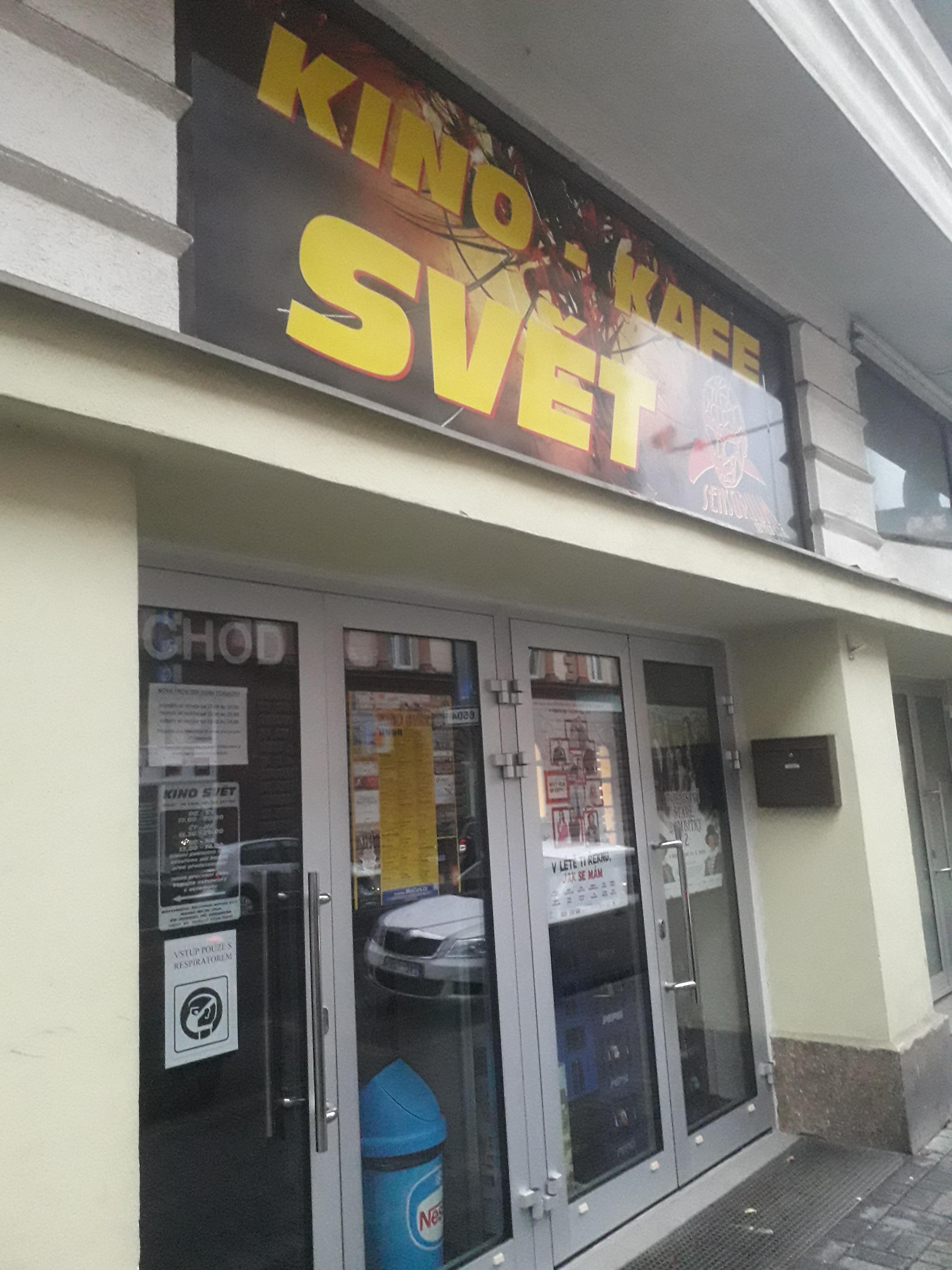
kino Svět Cheb

Kino Svět se nachází v centru města na ulici Májová 29.

## Historie
Kino bylo vybudováno v roce 1933, původní jméno kina bylo Capitol. V říjnu 1948 bylo přejmenováno na kino Svět a název zůstal dodnes.

## Technické parametry
Kapacita kina je 236 diváků, 109 sedí v sedačkách v přízemí, 127 diváků sedí na zrekonstruovaném balkoně.  Výška plátna je 4,5 m, délka 10,5 m. V roce 2009 proběhl přechod z klasického kina na kino digitální,
v roce 2013 3D technologii nahradil 4 K Laser projektor.

## Zaniklá kina
- 1901 kino Apollo, po roce 1948 přejmenováno na kino Pohraniční stráže, dnes již neexistuje,
- 1937 kino palác Gloria, nejmodernější kino v Evropě, bylo zničeno koncem 2. světové války,
- 1969 kino Art, komorní kino.[3]